# Ilex jamaicana
Ilex jamaicana är en järneksväxtart som beskrevs av George Richardson Proctor. Ilex jamaicana ingår i släktet järnekar, och familjen järneksväxter. Inga underarter finns listade i Catalogue of Life.